# Смирнов Віктор Ксенофонтович
Смирнов Віктор Ксенофонтович (рос. Смирнов Виктор Ксенофонтович; *30 жовтня 1933 р., Москва — †8 серпня 2006 р., Санкт-Петербург) — доктор медичних наук, професор, психіатр, заслужений діяч науки Росії, полковник; дослідник галузі психогігієни та психіатричної профілактики; під його керівництвом досліджувалася психіатрія катастроф, екологічна психіатрія, психічні розлади при травмах головного мозку, військо-медична експертиза та психофармакологія; був головним психіатром Міністерства Оборони СРСР та Росії; автор понад 100 наукових праць; номінант Кембриджського біографічного довідника «Людина року» (1998 р.).

## Життєпис
Народився в родині військовослужбовця.
У 1956 р. завершив навчання у Військово-морській медичній академії імені Кірова. Служив начальником авіаційної медицини підрозділу Північного флоту СРСР. У Ленінграді працював у 2-й міській психіатричній лікарні.
Від 1959 р. — працював на кафедрі психіатрії 1-го Ленінградського медичного інституту імені академіка І. П. Павлова. У 1961 р. закінчив ординатуру за темою «Про патологію свідомості при шизофренії». У 1964 р. завершив вишкіл аспірантури. В тому ж році захистив дисертацію кандидата наук.
У 1974 р. захистив дисертацію доктора медичних наук.
У 1974-1977 рр. працював у м. Волгограді, вперше в СРСР створив лабораторію «НДІ гігієни, токсикології та профілактики МОЗ РРФСР».
У 1977-1985 рр. очолював катедру психіатрії Горьковського медичного інституту, де створив лабораторію «сну та неспання» й керував нею, і був головним психіатром Горьковської області Росії.
У 1985-1993 рр. керував катедрою психіатрії Військово-медичної академії імені С. М. Кірова, і став у той час головним психіатром Міністерства Оборони СРСР та Міністерства Оборони Росії. Брав участь у організації медичної допомоги постраждалим від наслідків аварії на ЧАЕС та землетрусі у Вірменії.
У 1993-1994 рр. очолював Василеострівський психоневрологічний диспансер м. Санкт-Петербургу.
Після 1994 р. — науковий методист Санкт-петербурзької міської психіатричної лікарні № 1 імені П. П. Кащенко.
У 1998 р. був номінантом Кембриджського біографічного довідника «Людина року».